# Brachypremna integristigma
Brachypremna integristigma är en tvåvingeart som beskrevs av Alexander 1940. Brachypremna integristigma ingår i släktet Brachypremna och familjen storharkrankar. Inga underarter finns listade i Catalogue of Life.